# 莫瓦日
莫瓦日（法語：Mauvages，法語發音：[movaʒ]）是法国默兹省的一个市镇，属于科梅尔西区。

## 地理
莫瓦日（48°35'40"N, 5°33'16"E）面积21.11 平方千米，位于法国大東部大區默兹省，该省份为法国西北部内陆省份，北与比利时接壤，西接马恩省和阿登省，南至上马恩省和孚日省，东临默尔特-摩泽尔省。
与莫瓦日接壤的市镇（或旧市镇、城区）包括：布鲁塞昂布卢瓦、巴尔布尔河畔博韦、德卢兹-罗西耶尔、蒙蒂尼莱沃库勒尔、沃库勒尔、梅奥勒河畔维勒鲁瓦、德芒日-博迪涅库尔。

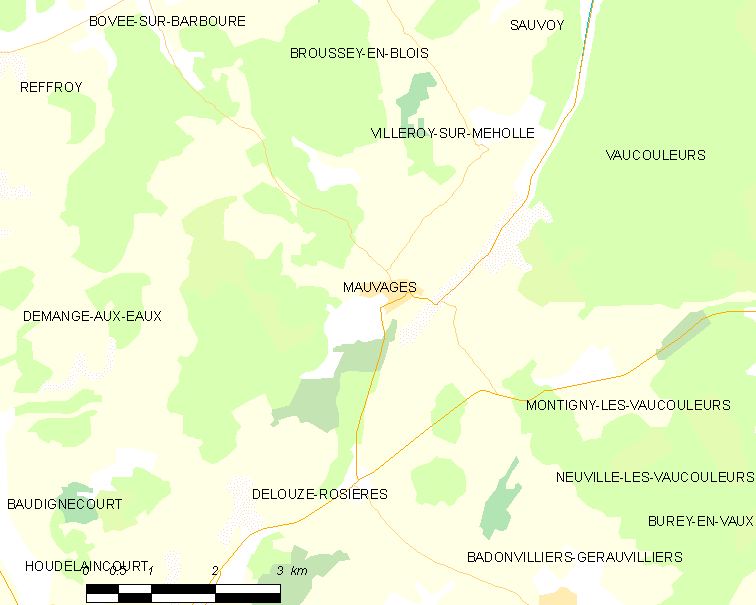
莫瓦日的OSM定位图

莫瓦日的时区为UTC+01:00、UTC+02:00（夏令时）。

## 行政
莫瓦日的邮政编码为55190，INSEE市镇编码为55327。

## 政治
莫瓦日所属的省级选区为利尼昂巴鲁瓦县。

## 人口

1962-2008年间莫瓦日人口变化图示

莫瓦日于2022年1月1日时的人口数量为240人。